# اولکساندر اوبولونچیک
اولکساندر اوبولونچیک (انگلیسی: Oleksandr Obolonchyk؛ زادهٔ ۱۷ ژانویهٔ ۱۹۹۲) ورزشکار لژسواری اهل اوکراین است.

## حرفه
وی همچنین یکی از لژسواران در بازی‌های المپیک زمستانی ۲۰۱۴ و ۲۰۱۸ بوده‌است.